# Ющина
Ющина (пол. Juszczyna) — село в Польщі, у гміні Радзехови-Вепш Живецького повіту Сілезького воєводства.
Населення — 1738 осіб (2011).
У 1975—1998 роках село належало до Бельського воєводства.

## Географія
У селі бере початок річка Ющинка.

## Демографія
Демографічна структура станом на 31 березня 2011 року:
|          | Загалом | Допрацездатний вік | Працездатний вік | Постпрацездатний вік |
| -------- | ------- | ------------------ | ---------------- | -------------------- |
| Чоловіки | 871     | 208                | 581              | 82                   |
| Жінки    | 867     | 197                | 494              | 176                  |
| Разом    | 1738    | 405                | 1075             | 258                  |